# Виллер-ан-Прейер
Вилле́р-ан-Прейе́р (фр. Villers-en-Prayères) — коммуна во Франции, находится в регионе Пикардия. Департамент коммуны — Эна. Входит в состав кантона Фер-ан-Тарденуа. Округ коммуны — Суасон.
Код INSEE коммуны — 02811.

## Население
Население коммуны на 2010 год составляло 122 человека.
| 1962 | 1968 | 1975 | 1982 | 1990 | 1999 | 2010 |
| ---- | ---- | ---- | ---- | ---- | ---- | ---- |
| 124  | 154  | 144  | 139  | 118  | 108  | 122  |

## Экономика
В 2010 году среди 76 человек трудоспособного возраста (15—64 лет) 57 были экономически активными, 19 — неактивными (показатель активности — 75,0 %, в 1999 году было 70,0 %). Из 57 активных жителей работали 48 человек (24 мужчины и 24 женщины), безработных было 9 (7 мужчин и 2 женщины). Среди 19 неактивных 3 человека были учениками или студентами, 7 — пенсионерами, 9 были неактивными по другим причинам.